# Helichrysum homilochrysum
Helichrysum homilochrysum là một loài thực vật có hoa trong họ Cúc. Loài này được S.Moore mô tả khoa học đầu tiên năm 1899.